# Wide Area Augmentation System
Il Wide Area Augmentation System (WAAS) è un sistema di miglioramento del Global Positioning System (GPS) con l'obiettivo di migliorare accuratezza, integrità e disponibilità. Essenzialmente il WAAS nasce per permettere agli aerei di affidarsi al GPS per tutte le fasi di volo, compreso l'approccio di precisione a un qualunque aeroporto all'interno dell'area di copertura.
Il WAAS usa una rete di stazione di riferimento a terra, in Nord America e Hawaii, per misurare minime variazioni nel segnale proveniente dai satelliti GPS.
Le misure raccolte dalle stazioni di riferimento sono inviate a stazioni di controllo che accodano le correzioni e le inviano tempestivamente (ogni 5 secondi o meno) ai satelliti WAAS geostazionari. Questi satelliti a loro volta ritrasmettono i messaggi verso terra, dove i ricevitori abilitati alla ricezione delle correzioni WAAS applicano le correzioni durante la computazione della posizione per migliorarne l'accuratezza.
L'Organizzazione Internazionale dell'Aviazione Civile (in inglese International Civil Aviation Organization, ICAO) identifica questo tipo di sistema come Satellite Based Augmentation System (SBAS) (Sistema di aumento basato su satelliti). Europa e Asia hanno sviluppato i loro sistemi per aumento della precisione: European Geostationary Navigation Overlay Service (EGNOS) per l'Europa, GPS Aided Geo Augmented Navigation (GAGAN) per l'India e Multi-functional Satellite Augmentation System (MSAS) per il Giappone.

## Obiettivi del WAAS

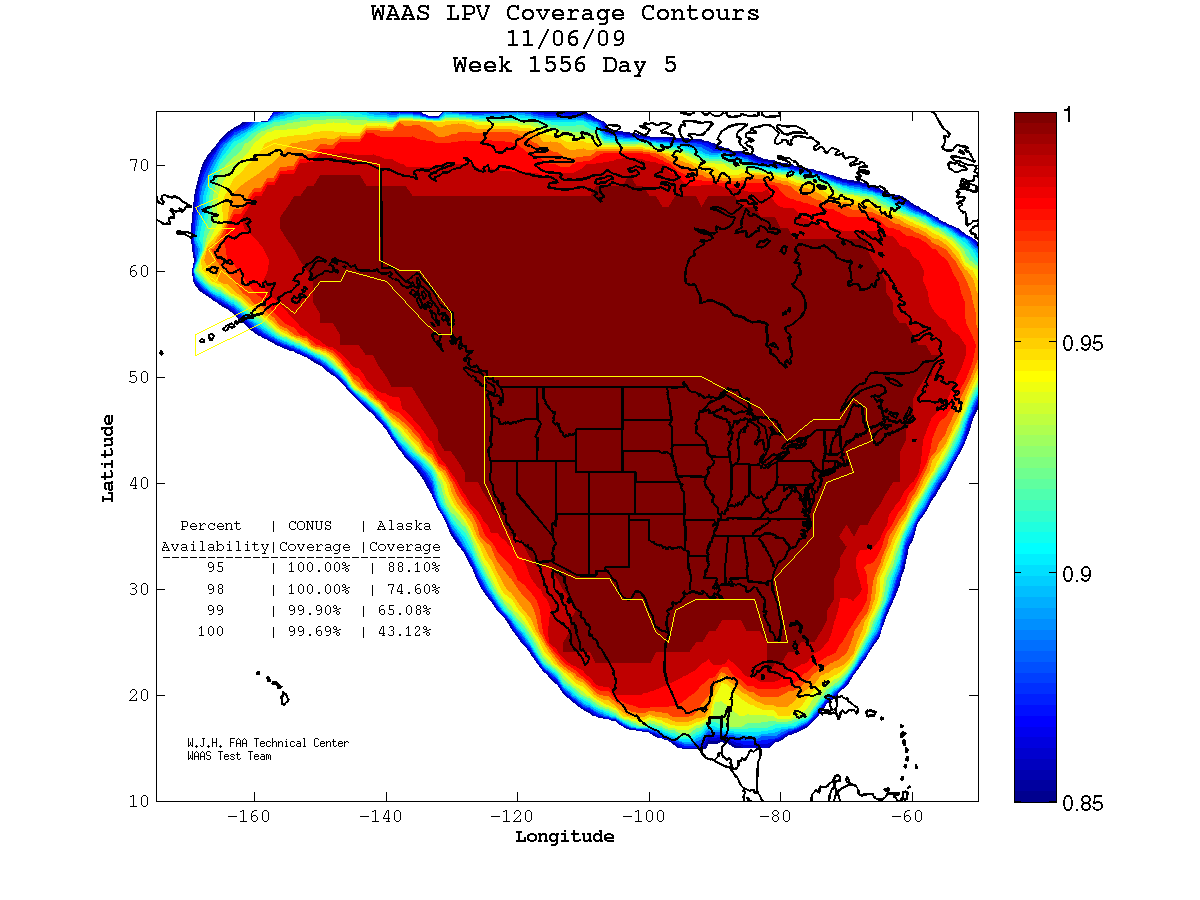
Area di servizio tipica del WAAS. L'area in rosso scuro indica la miglior copertura WAAS. L'area muta nel tempo a seconda della geometria della costellazione satellitare e delle condizioni ionosferiche.

### Accuratezza
Le specifiche del WAAS richiedono una accuratezza di posizione di almeno 7,6 metri (sia in orizzontale che in verticale), almeno nel 95% del tempo.
Le attuali prestazioni del sistema in luoghi specifici mostrano che tipicamente l'accuratezza è migliore di 1,0 m in orizzontale e 1,5 m in verticale nella maggior parte degli Stati Uniti d'America continentali e gran parte del Canada e Alaska.
Grazie a questi risultati il WAAS è in grado di fornire la accuratezza necessaria all'approccio di Categoria I che richiede una accuratezza di 16 m orizzontali e 4 m verticali.

### Integrità
L'integrità di un sistema di navigazione include la capacità di allerta tempestiva quando i segnali forniscono dati che potrebbero creare pericoli. Le specifiche del sistema WAAS richiedono che il sistema sia in grado di determinare eventuali errori nel sistema GPS o WAAS entro 6,2 secondi.

### Disponibilità
La disponibilità è la probabilità che un sistema di navigazione raggiunga i requisiti di accuratezza e integrità. Prima del WAAS, il GPS poteva essere non disponibile per un tempo totale di 4 giorni all'anno. Le specifiche di WAAS richiedono una disponibilità del 99,999% nell'area coperta dal servizio, equivalente ad un tempo di non disponibilità totale di circa 5 minuti all'anno.